# Myriopholis phillipsi
Myriopholis phillipsi là một loài rắn trong họ Leptotyphlopidae. Loài này được Barbour mô tả khoa học đầu tiên năm 1914.